# Viols et dissimulations chez Johnny & Associates

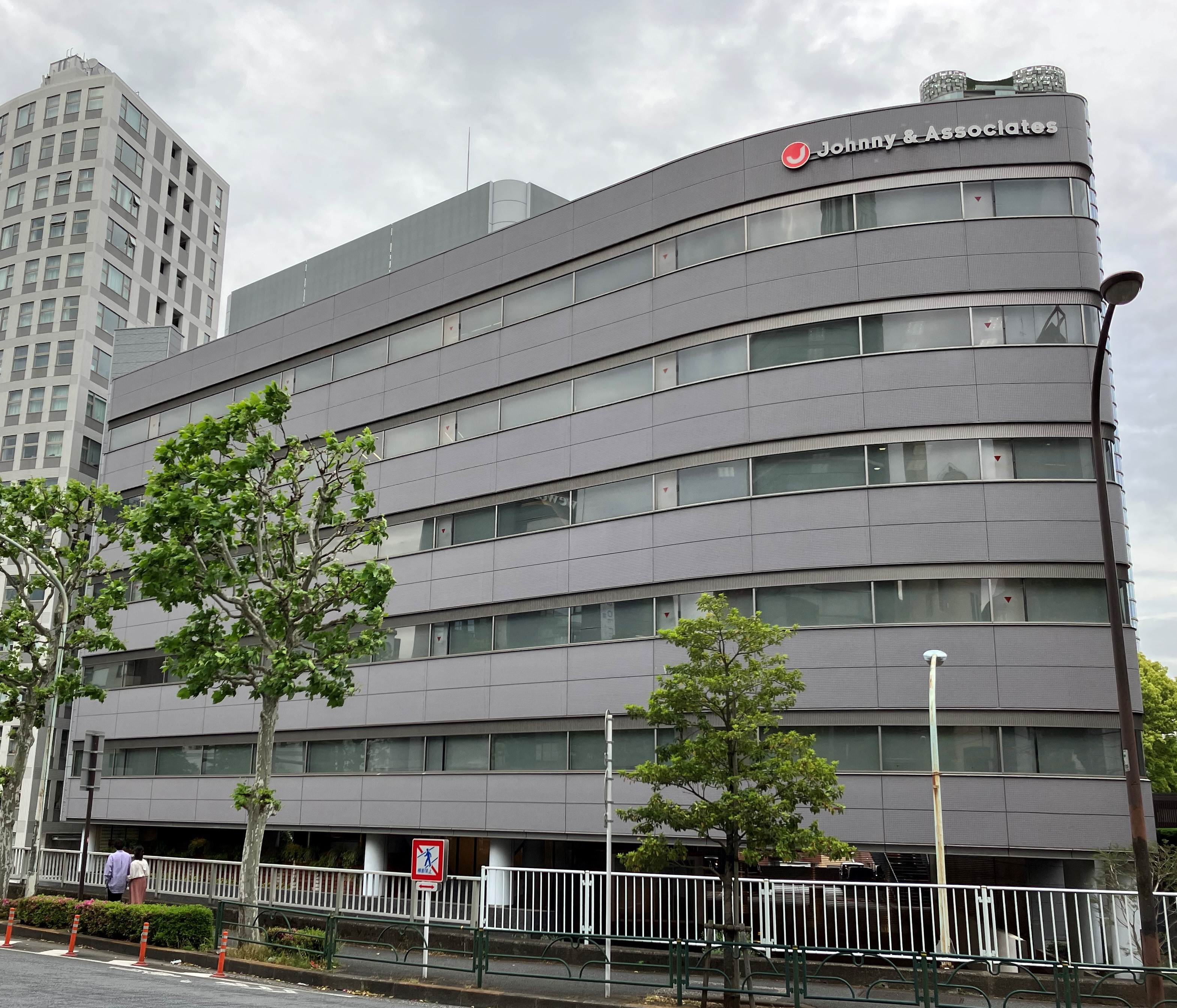
Siège social de Johnny & Associés

Pendant un demi-siècle, Johnny Kitagawa, le fondateur de Johnny & Associates, a violé des centaines de garçons qui étaient membres de sa société avant leurs débuts, et les médias japonais ont dissimulé ce fait.

## Aperçu
Les rumeurs au sujet d'un possible harcèlement sexuel pratiqué par Johnny Kitagawa sur certains des juniors de l'agence ont commencé à se répandre à partir de 1988 lorsque Koji Kita (北公次), un ancien membre de Four Leaves, a publié une série de billets où il affirme que Kitagawa a profité de sa position au sein de l'agence pour faire des avances aux garçons vivant sous contrat,, On retrouve les mêmes allégations dans un livre écrit en 1996 par Junya Hiramoto, un ancien membre d'un autre boys band de Kitagawa. Hiramoto déclare qu'il a vu Kitagawa forcer un garçon à avoir des relations sexuelles avec lui dans l'un des dortoirs de l'agence.
Plus tard, en 1999, un article en dix parties paraît dans l'hebdomadaire japonais Shukan Bunshun (週刊文春). Kitagawa y est accusé de harcèlement sexuel par une douzaine de jeunes garçons, recrutés par l'agence Johnny & Associates, et témoignant sous couvert d'anonymat. Les témoins accusent également Kitagawa de laisser des mineurs de son agence fumer et boire de l'alcool. Rapidement, les accusations ont été reprises par d'autres médias, jusqu'à recevoir une couverture internationale,. Les chaînes de télévision japonaises, dont les stars issues de son agence contribuaient à attirer audience et annonceurs, n’ont jamais repris les informations ni enquêté.
La controverse a atteint son point d'orgue lorsque Yoshihide Sakaue, député du parlement, a déclaré vouloir examiner les investigations déjà menées sur Johnny Kitagawa. Les chefs de la police ont confirmé avoir enquêté sur l'agence Johnny & Associates, mais l'enquête n'a pas pu déterminer si les accusations de harcèlement sexuel étaient justifiées ou non. Cependant, la compagnie de Johnny Kitagawa a bien reçu un avertissement pour avoir permis à des mineurs se trouvant sous sa responsabilité de consommer de l'alcool et des cigarettes. De son côté, le ministère de la santé a indiqué que d'après sa propre interprétation de la loi, les actes de Kitagawa ne pouvaient pas être considérés comme des abus sexuels, même si Kitagawa s'était effectivement rendu coupable de ce dont on l'accusait, dans la mesure où il n'était ni un parent ni un gardien pour les garçons de l'agence,. De plus, ni les garçons ni leurs parents n'ont entamé par eux-mêmes de procès en justice à l'encontre de Kitagawa,.
Le « faiseur de stars » a nié tout abus sexuel, et ses avocats ont déclaré que les accusations provenaient d'employés ayant échoué leur carrière et jaloux de ceux qui avaient réussi. Kitagawa a attaqué en justice l'hebdomadaire Shukan Bunshun (en) pour diffamation. À part ce journal, aucun des grands médias japonais n'ont évoqué l'histoire des allégations portées contre Kitagawa, pas plus que le débat qu'elles ont occasionnées au Parlement ou les procès entamés par Kitagawa lui-même. Le New York Times a attribué ce manque d'information à l'influence de Johnny Kitagawa sur les grands médias japonais,. Une fois la série d'accusations publiée par le Shukan Bunshun, Johnny & Associates a interdit à ses performeurs tout lien avec le journal, ainsi qu'à tout média appartenant à la même société.
En 2002, le District Court de Tokyo a condamné le Shukan Bunshun à verser 8,8 millions de yens à Kitagawa pour diffamation. Le journal a fait appel du jugement, lequel a été partiellement révisé par la Haute cour de Tokyo en 2003. En effet, à l'issue de l'appel, les juges ont estimé que la série d'accusations constituait bel et bien une diffamation pour Kitagawa, mais que la diffamation ne valait que dans l'accusation d'avoir fourni de l'alcool et du tabac et des mineurs. Concernant les accusations de harcèlement sexuel, la cour a estimé que le journal avait des raisons suffisantes de les considérer comme dignes de confiances, et à ce titre publiables. Kitagawa a à son tour fait appel du jugement, mais la Cour Suprême du Japon a rejeté son appel en 2004.
En mars 2023, la BBC diffuse le documentaire de Megumi Inman intitulé Predator: The Secret Scandal of J-Pop, qui met en lumière les abus sexuels sur de jeunes stars de boys bands perpétrés par Johnny Kitagawa. Les informations divulguées dans le documentaire ont rapidement circulé sur les réseaux sociaux, incitant de nombreuses personnes à se manifester en tant que victimes et à partager leurs témoignages. Ces révélations sont couvertes par les médias internationaux mais aussi par les médias japonais, qui avaient jusqu'alors très peu évoquées ces accusations.
Et on savait qu'un employé et directeur de Johnny & Associates avait souvent eu des relations sexuelles orales avec certains des garçons. Les agressions sexuelles au bureau étaient considérées comme la norme,.

## Cause
Johnny & Associates a longtemps été un élément puissant de l’industrie japonaise du divertissement. La compagnie avait fait pression sur les médias pour qu'ils fassent des reportages positifs sur la compagnie, les artistes et Kitagawa. Ils ne devaient pas faire de reportages négatifs,.
Johnny & Associates était une entreprise familiale typique. De 1980 jusqu'à la mort de Kitagawa en 2019, Kitagawa et sa sœur Mary Kitagawa (メリー喜多川) détenaient chacun la moitié des actions de la société. Parce qu'ils étaient les seuls actionnaires, il n'y avait personne pour commenter la façon dont l'entreprise était gérée. À la mort de Kitagawa, la fille de Mary Kitagawa, Julie Keiko Fujishima (藤島ジュリー景子), est devenue présidente de l'entreprise. Elle a gagné les parts de sa mère et de son oncle. . Elle aurait pu enquêter sur les actions de Kitagawa mais a choisi de ne pas le faire.

## Réactions et influence
- Le 7 septembre 2023, Johnny & Associates a tenu une conférence de presse[14],[15]. Julie Keiko Fujishima, présidente de l'entreprise, en a assumé la responsabilité. Elle a également pris sa retraite en tant que présidente et Noriyuki Higashiyama (en), un talent de Johnny, est devenue présidente[14]. Fujishima est resté directeur représentatif. Elle ne dirige plus l'entreprise, mais détient toutes les actions de l'entreprise[14].
- Certaines entreprises qui utilisent les talents de Johnny & Associates dans leurs publicités ont déclaré qu'elles ne le feraient plus. Il s'agit notamment de Tokio Marine Nichido[16], Japan Airlines[16] et Asahi Group Holdings[16].
- Après la conférence de presse de Johnny & Associates, la NHK et cinq grands réseaux commerciaux japonais ont déclaré qu'ils continueraient à utiliser les talents de Johnny & Associates[17]. Ils comprenaient Nippon TV, TV Asahi, TBS, TV Tokyo et Fuji Television[18].
- Lors de la Coupe du monde de rugby à XV 2023, les ambassadeurs du Japon sont les talents de Johnny & Associates. La France a critiqué l'utilisation des talents de Johnny & Associates[19].
- Parmi les fans de Johnny, il y avait des commentaires tels que "Si vous êtes fan, vous le savez", "Ce ne sont pas mes affaires" et "C'est à cela que ressemble le monde du divertissement", reconnaissant le viol d'enfants et niant l'avoir signalé[20]. Et ils ont attaqué sur les réseaux sociaux Kauan Okamoto, qui avait parlé de viol à des garçons[21].